# ميلان زوريكا
ميلان زوريكا هو لاعب كرة قدم صربي، ولد في 7 يناير 1992 في كنين في كرواتيا. لعب مع نادي برشلونة ونادي بوكاي وهايدوك كولا.

## وصلات خارجية
- ميلان زوريكا على موقع قاعدة بيانات كرة القدم.إي يو (الإنجليزية)
- ميلان زوريكا على موقع Soccerway.com (الإنجليزية)